# Clearview (Virgínia Ocidental)
Clearview é uma vila localizada no estado norte-americano de Virgínia Ocidental, no Condado de Ohio.

## Demografia
Segundo o censo norte-americano de 2000, a sua população era de 590 habitantes.
Em 2006, foi estimada uma população de 562, um decréscimo de 28 (-4.7%).

## Geografia
De acordo com o United States Census Bureau tem uma área de
1,0 km², dos quais 1,0 km² cobertos por terra e 0,0 km² cobertos por água.

## Localidades na vizinhança
O diagrama seguinte representa as localidades num raio de 8 km ao redor de Clearview.